# Español floridano

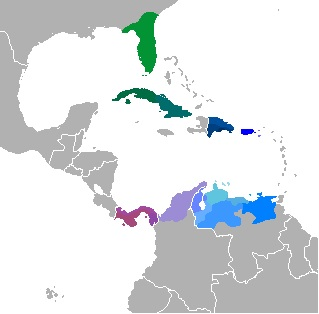
Variedades del español del Caribe y norte de Sudamérica. El español floridano es el de color verde

El español floridano o castellano floridano es la variedad del idioma español hablado en Florida. Es un subdialecto del español caribeño influido por la llegada de migrantes hispanohablantes de diferentes lugares de la Hispanidad a Florida, especialmente de cubanos de donde deriva en esencia esta variedad de la lengua española.

## Historia

### El castellano en la Florida colonial española (de 1513 a 1821)
El español fue la primera lengua europea en escucharse en Florida.

### El castellano en la Florida estadounidense (de 1821 a la actualidad)
Con el traspaso de Florida de España a Estados Unidos muchos floridanos hispanohablantes abandonaron el territorio y fueron poco a poco convirtiéndose en minoría. La lengua española no volvería a resurgir hasta la llegada de migraciones de otros lugares hispanos (especialmente de Cuba) en el siglo XX.

## Morfosintaxis
El español floridano comparte la mayoría de las características del español caribeño, entre las que podemos destacar el predominio del tuteo, el uso de ustedes como forma familiar para la segunda persona del plural, etc.

## Fonética
- El español floridano es seseante, no distingue el fonema castellano interdental de "caza" del sibilante de "casa". La pronunciación de "cocer" y "abrazar" con interdental no fue desconocida entre algunos hablantes cubanos hasta principios del siglo XX, bien porque habían nacido en España o porque eran cubano-españoles de primera generación o bien por haber nacido en zonas de fuerte presencia española.

## Vocabulario
Tiene muchos anglicismos, especialmente los utilizan las generaciones más nuevas.